# Praga
Praga (txec: Praha) és la principal ciutat i la capital de la República Txeca. Situada a la vora del riu Moldava (Vltava), a la regió de Bohèmia Central. El 2023 tenia 1,35 milions d'habitants. És coneguda com la ciutat de les cent torres, o la ciutat daurada, la mare de totes les ciutats i el cor d'Europa, i des de 1992 el centre històric és considerat Patrimoni de la Humanitat per la UNESCO.

## Història
Fundada a finals del segle ix, Praga ben prest es va convertir en la capital dels reis de Bohèmia, alguns dels quals regnaren com a emperadors del Sacre Imperi Romanogermànic. L'any 1620, Bohèmia va formar part dels dominis dels Habsburg i Praga es va convertir en capital d'una província austríaca. Els quatre municipis independents es van unir en un de sol l'any 1784. Durant el segle xix, Praga es va anar convertint en l'epicentre de la renaixença cultural i nacional txeca. El nacionalisme txec va participar en l'esperit del Romanticisme, tal com va passar en altres llocs d'Europa.
Amb la independència de Txecoslovàquia el 1918, la ciutat va recuperar la condició de capital d'un estat independent. Les dues dècades següents va créixer i va annexionar viles adjacents. El 1938 va ser ocupada pels alemanys, fins al final de a Segona Guerra Mundial, el 1945. Aquell mateix any, 15.000 habitants van morir arran d'un atac aeri de l'exèrcit dels Estats Units que va confondre la ciutat amb Dresden. L'exèrcit Roig va ocupar la ciutat el 1945, i el 1948 s'hi va imposar el comunisme. El 1968, va culminar el procés conegut com la Primavera de Praga, d'agitació social i cultural en oposició al règim comunista, satèl·lit del la Unió Soviètica. El procés va ser reprimit amb la invasió del país per part de la Unió Soviètica i altres aliats, seguida de l'empresonament i l'exili dels crítics.
Del 16 de novembre al 29 de desembre del 1989 hi va tenir lloc la Revolució de Vellut (sametová revoluce): va començar amb una manifestació pacífica d'estudiants a Praga que va ser durament reprimida per la policia. Una segona manifestació de repulsa dels fets, de vora 500.000 manifestants, va impulsar el procés de canvi polític que va dur a la fi del règim comunista, com ja havia passat el mateix any en els altres països de l'antic bloc comunista d'Europa. El 1993 va ser designada capital de la República Txeca, després de la divisió pacífica de Txecoslovàquia en dos estats.

## Geografia

### Ubicació
Praga es troba al cor d'Europa, a menys de 500 quilòmetres dels mars Bàltic, mar del Nord i Adriàtic. Pertany a la regió de Bohèmia Central i ocupa principalment l'àrea de Poberounská soustava i, en el seu extrem nord-est, una petita part de l'àrea de Česká tabule.
Dins de la República Txeca, la ciutat de Praga està lleugerament desplaçada al nord-oest del centre geogràfic del país.
L'erosió i els processos de sedimentació del riu Moldava en ambdues ribes són els principals causants del relleu de la ciutat. Al voltant del riu i els seus afluents, hi ha uns pendents relativament escarpats que acaben en forma de pla en assolir certa altura. Els pendents pronunciats es produeixen a la ribera esquerra del Moldava. L'altitud màxima de la ciutat és de 399 metres, al barri de Zličín, a l'oest de la ciutat, i l'altitud mínima és de 177 metres a la vora septentrional de la ciutat, on el riu l'abandona. Per tant, la diferència màxima d'altitud és de 222 metres en una àrea relativament petita.

## Hidrografia

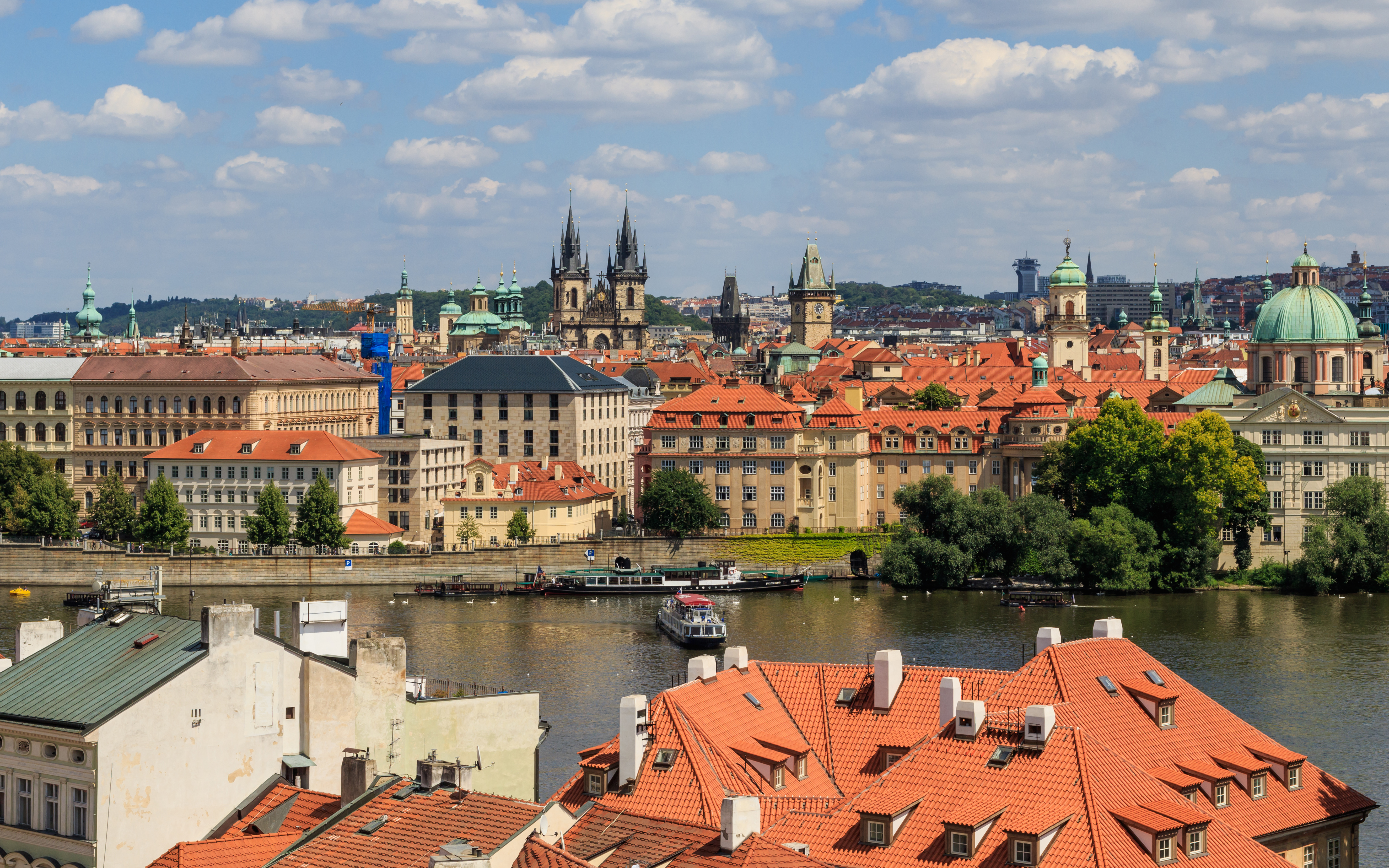
Praga

El riu Moldava travessa Praga, dividint la ciutat de sud a nord. El Moldava és un riu molt cabalós, fins i tot encara més que l'Elba, del qual és afluent.

## Clima
Praga té clima continental. La temperatura mitjana anual és de 8-9 graus Celsius. L'hivern és rigorós, encara que no excessivament sever i relativament sec, i la temperatura mitjana en els mesos d'hivern és aproximadament de zero graus. La primavera és fresca al principi i es torna temperada i humida segons s'acosta l'estiu, i ha arribat als 16-17 graus al juny de mitjana i sobrepassa els 70 mm de precipitació atmosfèrica. L'estiu no és excessivament càlid; sobrepassa lleugerament els 18 graus de mitjana en els mesos de juliol i agost, encara que és habitual que superi els 25 graus. Les precipitacions arriben al punt màxim al juliol i comencen a baixar en el mes d'agost. La tardor de Praga és temperada i moderadament seca, amb precipitacions similars a les de l'hivern i la primavera, encara que el mes de novembre és bastant fred, amb menys de tres graus de mitjana.
| Dades climàtiques a Praga (1981–2010) | Dades climàtiques a Praga (1981–2010) | Dades climàtiques a Praga (1981–2010) | Dades climàtiques a Praga (1981–2010) | Dades climàtiques a Praga (1981–2010) | Dades climàtiques a Praga (1981–2010) | Dades climàtiques a Praga (1981–2010) | Dades climàtiques a Praga (1981–2010) | Dades climàtiques a Praga (1981–2010) | Dades climàtiques a Praga (1981–2010) | Dades climàtiques a Praga (1981–2010) | Dades climàtiques a Praga (1981–2010) | Dades climàtiques a Praga (1981–2010) | Dades climàtiques a Praga (1981–2010) |
| Mes                                   | gen                                   | febr                                  | març                                  | abr                                   | maig                                  | juny                                  | jul                                   | ag                                    | set                                   | oct                                   | nov                                   | des                                   | anual                                 |
| ------------------------------------- | ------------------------------------- | ------------------------------------- | ------------------------------------- | ------------------------------------- | ------------------------------------- | ------------------------------------- | ------------------------------------- | ------------------------------------- | ------------------------------------- | ------------------------------------- | ------------------------------------- | ------------------------------------- | ------------------------------------- |
| Màxima rècord °C (°F)                 | 17.4 (63.3)                           | 19.2 (66.6)                           | 22.5 (72.5)                           | 28.8 (83.8)                           | 32.5 (90.5)                           | 37.2 (99)                             | 37.8 (100)                            | 37.4 (99.3)                           | 33.1 (91.6)                           | 27.0 (80.6)                           | 19.5 (67.1)                           | 17.4 (63.3)                           | 37.8 (100)                            |
| Màxima mitjana °C (°F)                | 1.3 (34.3)                            | 3.0 (37.4)                            | 8.1 (46.6)                            | 14.3 (57.7)                           | 19.2 (66.6)                           | 21.8 (71.2)                           | 24.4 (75.9)                           | 23.8 (74.8)                           | 18.9 (66)                             | 13.1 (55.6)                           | 6.0 (42.8)                            | 2.0 (35.6)                            | 13.0 (55.4)                           |
| Mitjana diària °C (°F)                | −1.4 (29.5)                           | −0.4 (31.3)                           | 3.6 (38.5)                            | 8.4 (47.1)                            | 13.4 (56.1)                           | 16.1 (61)                             | 18.2 (64.8)                           | 17.8 (64)                             | 13.5 (56.3)                           | 8.5 (47.3)                            | 3.1 (37.6)                            | −0.3 (31.5)                           | 8.4 (47.1)                            |
| Mínima mitjana °C (°F)                | −4 (25)                               | −3.6 (25.5)                           | 0.0 (32)                              | 2.9 (37.2)                            | 8.2 (46.8)                            | 10.8 (51.4)                           | 12.7 (54.9)                           | 12.6 (54.7)                           | 8.8 (47.8)                            | 4.7 (40.5)                            | 0.6 (33.1)                            | −2.7 (27.1)                           | 4.3 (39.7)                            |
| Mínima rècord °C (°F)                 | −27.5 (−17.5)                         | −27.1 (−16.8)                         | −27.6 (−17.7)                         | −8 (18)                               | −2.3 (27.9)                           | 1.9 (35.4)                            | 6.7 (44.1)                            | 6.4 (43.5)                            | 0.7 (33.3)                            | −7.5 (18.5)                           | −16.9 (1.6)                           | −24.8 (−12.6)                         | −27.6 (−17.7)                         |
| Precipitació mitjana mm (polzades)    | 23.5 (0.925)                          | 22.6 (0.89)                           | 28.1 (1.106)                          | 38.2 (1.504)                          | 77.2 (3.039)                          | 72.7 (2.862)                          | 66.2 (2.606)                          | 69.6 (2.74)                           | 40.0 (1.575)                          | 30.5 (1.201)                          | 31.9 (1.256)                          | 25.3 (0.996)                          | 525.8 (20.701)                        |
| Neu mitjana cm (polzades)             | 17.9 (7.05)                           | 15.9 (6.26)                           | 10.3 (4.06)                           | 2.9 (1.14)                            | 0.0 (0)                               | 0.0 (0)                               | 0.0 (0)                               | 0.0 (0)                               | 0.0 (0)                               | 0.1 (0.04)                            | 8.4 (3.31)                            | 15.9 (6.26)                           | 71.4 (28.11)                          |
| Mitjana de dies de precipitació       | 6.8                                   | 5.6                                   | 6.2                                   | 7.3                                   | 9.8                                   | 10.3                                  | 9.1                                   | 8.8                                   | 7.0                                   | 5.5                                   | 7.0                                   | 6.8                                   | 90.2                                  |
| Humitat relativa mitjana (%)          | 86                                    | 83                                    | 77                                    | 69                                    | 70                                    | 71                                    | 70                                    | 71                                    | 76                                    | 81                                    | 87                                    | 88                                    | 77                                    |
| Mitjana mensual d'hores de sol        | 50.0                                  | 72.4                                  | 124.7                                 | 167.6                                 | 214.0                                 | 218.3                                 | 226.2                                 | 212.3                                 | 161.0                                 | 120.8                                 | 53.9                                  | 46.7                                  | 1.667,9                               |
| Font #1: Pogoda.ru.net                |                                       |                                       |                                       |                                       |                                       |                                       |                                       |                                       |                                       |                                       |                                       |                                       |                                       |
| Font #2: NOAA                         |                                       |                                       |                                       |                                       |                                       |                                       |                                       |                                       |                                       |                                       |                                       |                                       |                                       |

## Població
A inicis del segle xx, va seguir el creixement demogràfic fins als 850.000 habitants l'any 1930. Un dels motius va ser la independència de la República Txeca i el nomenament de Praga com a capital del nou estat, i per l'absorció dels municipis limítrofs a la capital el 1922 (37 municipis que sumaven més de 430.000 habitants).
La població de Praga és d'aproximadament 1.200.000 habitants, una mica més del 10% de la població del país. La ciutat va tenir una explosió demogràfica durant el segle xix resultat de l'esplendor econòmica i cultural. Si incloem els suburbis que aleshores no formaven part de Praga, la població va passar de poc més de 157.000 habitants el 1850 a més de mig milió l'any 1900.
La primera ampliació de la ciutat va ocórrer el 1850 quan Praga absorbí el municipi de Josefov. El 1883 i 1884 es van absorbir dos municipis més i un altre el 1901.
El 1960 es va ampliar de tres municipis més i el 1968 (25 municipis que sumaven prop de 70.000 ciutadans), el 1974 (37 municipis i prop de 65.000 habitants), i el 1987 i 1988 van arribar-hi les dues últimes ampliacions (Černý Most i Kamýk), que varen sumar uns altres 30.000 habitants. D'aleshores ençà, va créixer de manera moderada fins als anys 1980. A partir d'aquest moment la població s'ha estabilitzat.
La població de Praga s'està envellint a un ritme superior al de la resta del país, per la immigració de ciutadans en edat de treballar i el descens de l'índex de natalitat. D'aquesta manera, el percentatge d'habitants en edat de jubilació no ha crescut en els darrers anys.
La prosperitat econòmica a la primeria del segle xxi amb l'obertura a la Unió Europea, la instal·lació de noves multinacionals i els salaris més elevats, han atret la població productiva de la resta del país. També ha provocat un augment de la immigració, tot i que el percentatge d'estrangers és moderat. Segons dades de l'any 2006, el 8,77% de la població de Praga era estrangera. Segons el país d'origen, destaquen els ucraïnesos, que representen el 34,3% dels immigrants, els eslovacs, que representen el 15,7% i els russos, que són el 9,5% dels estrangers.

## Govern
La constitució txeca del 1992 estableix que la capital de l'estat txec és Praga. La ciutat havia sigut la capital del Regne de Bohèmia a l'edat mitjana i des de 1918 fins a la creació de l'estat txec va ser la capital de Txecoslovàquia. És la residència del president de la república, així com la seu de les dues cambres del parlament: La Cambra de diputats i el Senat.

### Govern local

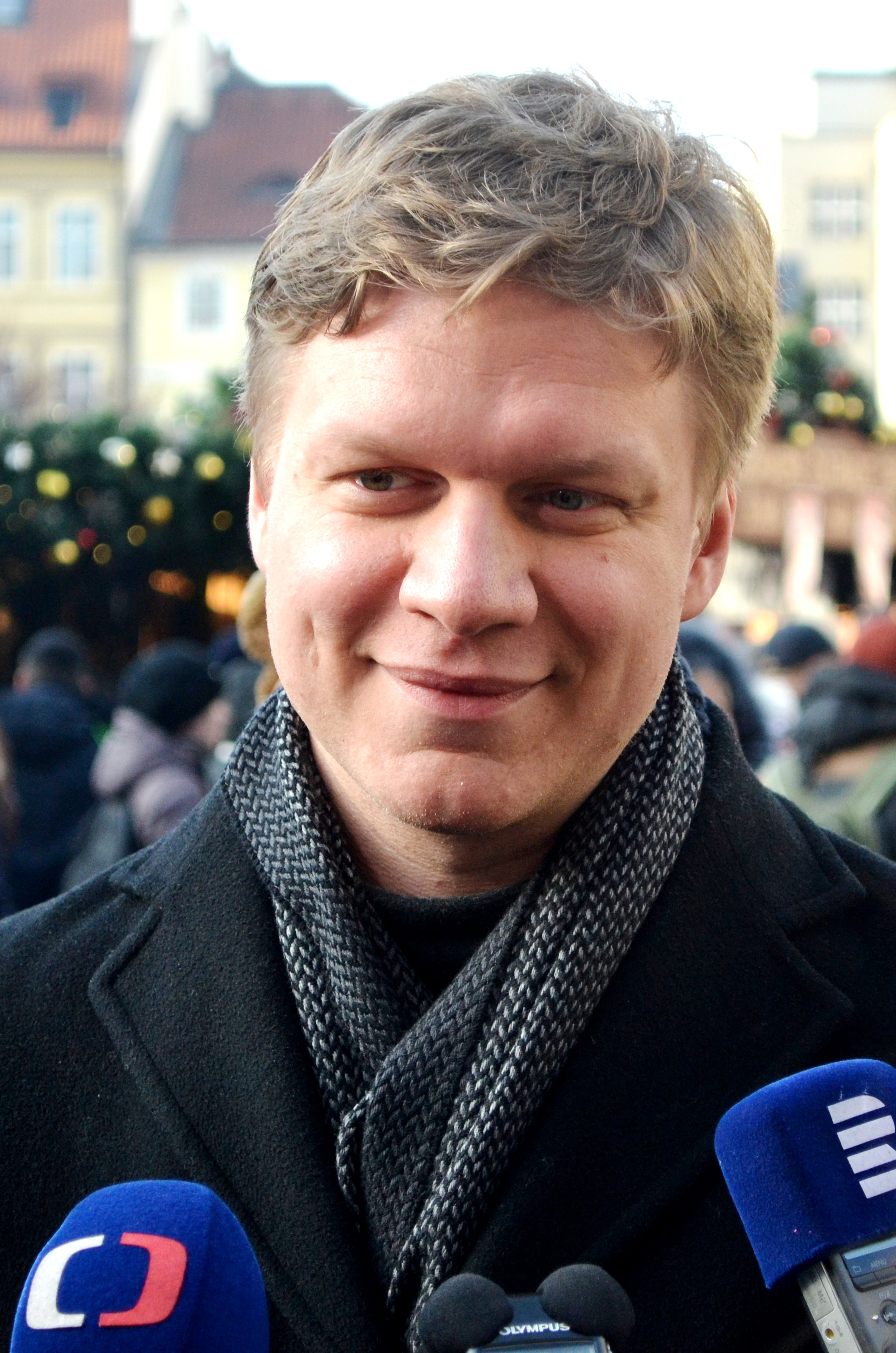
El batlle Tomáš Hudeček

El Consell Nacional txec va decidir l'any 2002 que Praga rebia l'estatut de ciutat estat. Això implica que diverses de les competències de l'estat són transferides a la batllia. El màxim dirigent de la capital és el batlle. La ciutat està administrada per tres entitats: l'Assemblea, formada per 70 representants, el Consell, format per onze membres de l'Assemblea i la Batllia de Praga. Es fan eleccions cada quatre anys. La batllia de Praga, amb els seus corresponents departaments i seccions, alberga el poder executiu de la ciutat.
El batlle actual de Praga, des del juny de 2013, és Tomáš Hudeček, del partit conservador TOP 09.

### Organització politicoadministrativa
Des de 2001, Praga es divideix administrativament en 22 districtes. En els rètols odel nom dels carrers, es pot veure el districte al qual pertany la via. Al seu torn, aquests 22 districtes es divideixen en 57 barris, de les quals només quatre pertanyen a la Praga històrica (Staré Město, Nové Město, Malá Strana i Hradčany), cadascuna d'aquestes té els seus propis representants electes i competències:
- Praha 1: Staré Město, Malá Strana, Hradčany
- Praha 2: Nové Město, Vinohrady
- Praha 3: Žižkov
- Praha 4: Kunratice, Modřany
- Praha 5: Slivenec, Smíchov
- Praha 6: Lysolaje, Nebušice, Přední Kopanina, Suchdol
- Praha 7: Troja, Holešovice
- Praha 8: Březiněves, Dablice, Dolní Chabry, Horní Chabry
- Praha 9: Prosek, Vysocany
- Praha 10: Hostivař, Strašnice, Vrsovice, Malešice
- Praha 11: Křeslice, Šeberov, Újezd, Chodov, Haje
- Praha 12: Libuš, Modřany
- Praha 13: Řeporyje, Stodůlky, Butovice
- Praha 14: Dolní Počernice
- Praha 15: Dolní Měcholupy, Dubeč, Petrovic, Štěrboholy
- Praha 16: Radotín, Lipence, Lochkov, Veľká Chuchle, Zbraslav
- Praha 17: Řepy, Zličín
- Praha 18: Letňany
- Praha 19: Kbely, Čakovice, Satalice, Vinoř
- Praha 20: Horní Počernice
- Praha 21: Újezd nad Lesy, Běchovice, Klánovice, Koloděje
- Praha 22: Uhříněves, Benice, Kolovraty, Královice, Nedvězí

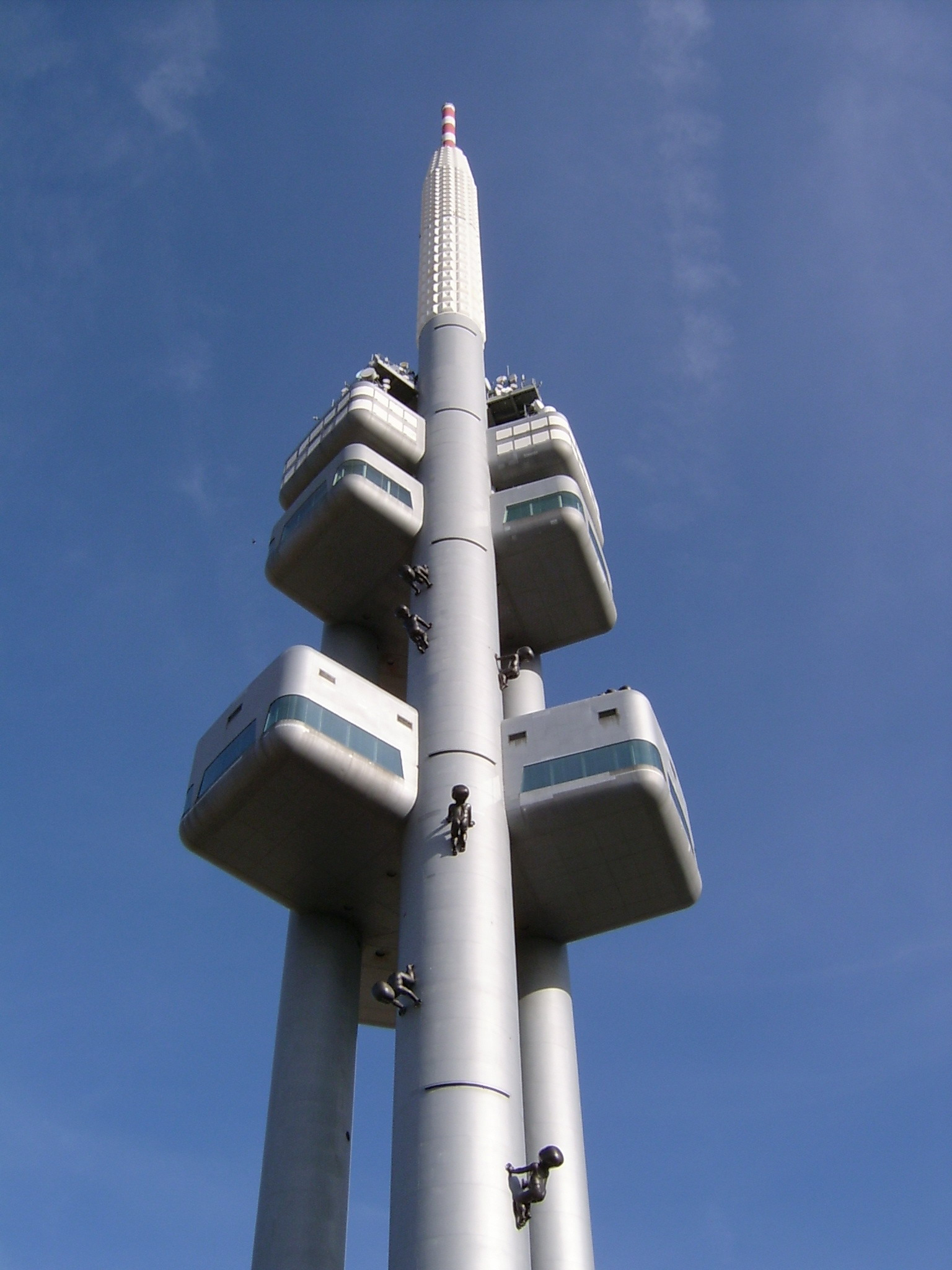
La torre de televisió Žižkov de Praga

## Economia
La moneda oficial del país és la corona txeca (Ceska Koruna), abreviat Kc, que es divideix en 100 hellers (haler, abreujat h).
El PIB per capita de Praga és més del doble que el de la República Txeca. Va arribar als 33.784 dòlars (PPA) el 2004, la qual cosa suposa més d'un 50% per sobre de la mitjana de la Unió Europea per a aquest any. Això la situa com la dotzena regió més rica de la Unió Europea.
Praga és el centre econòmic del país. A més de ser la capital del país, la majoria de les institucions financeres i de les empreses transnacionals hi tenen la seu. Aquests, entre altres motius, fan possible que Praga representi prop del 25% del PIB txec. No obstant això, el creixement del PIB a Praga, és menor que el de la mitjana nacional des de 2001.
Praga ha estat capaç d'absorbir la força de treball tant nacional com internacional atreta per la prosperitat de la ciutat. L'any 2001, Praga concentrava aproximadament el 20% dels llocs vacants de treball de la República Txeca, la qual cosa és especialment significativa si es compara amb el poc més del 10% que representa la població de Praga sobre la població total. La demanda de treballadors era de 726.000 persones mentre la població activa de la ciutat era de tan sols 600.000. La taxa d'atur a Praga és aproximadament la meitat que la del país.
La posició central a Europa afegida a un nivell de preus més baix que el d'Europa Occidental atreu moltes companyies internacionals per establir hi la seu europea.
El 2006, el 82% del valor afegit creat a la ciutat provenia al sector de serveis. A l'altre costat de la balança hi ha el sector industrial, amb un pes significativament inferior al de la resta del país. Un altre sector que ha crescut en la primera dècada del segle xxi és la construcció, amb més d'un 50% d'increment entre 2001 i 2006 del valor de les cases construïdes.
La bellesa arquitectònica sempre va fer-ne un lloc turístic, i depsrés de la Revolució de Vellut el 1989, hi va haver una explosió del turisme. L'any 2005, 6,4 milions de turistes van visitar la República Txeca, dels quals una gran majoria van passar per Praga. Més del 90% de les places hoteleres ocupades van ser destinades a turistes estrangers. El 41% de les places disponibles eren en hotels de quatre o cinc estrelles el 2006.

## Educació

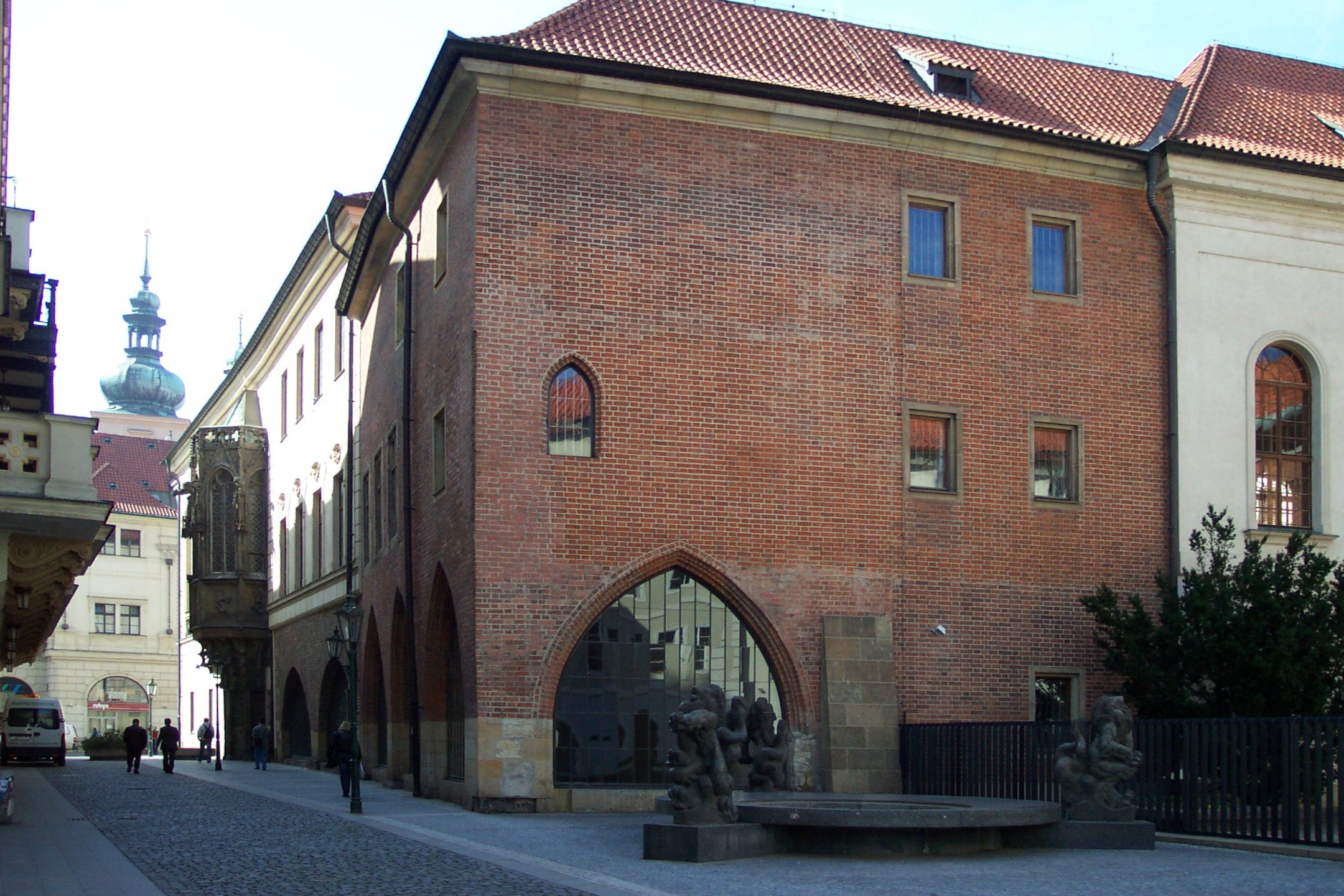
Universitat Carolina de Praga

Praga concentra les principals universitats del país. El 2006 tenia 10 centres universitaris i 38 facultats, en què estaven inscrits 87.500 estudiants, a més d'11.500 cursant estudis de postgrau. També tenia una gran quantitat d'escoles d'educació secundària, entre les quals destaquen les de gramàtica i d'estudis tècnics.
Entre les universitats, destaca la prestigiosa Universitat Carolina de Praga, la més antiga de Centreeuropa.
Les estadístiques assenyalen la bona salut de l'educació praguesa. El 2001, el 56% de la població havia completat els estudis secundaris, la qual cosa situa Praga entre les primeres classificades segons aquest indicador. Pel que fa a la població que té estudis universitaris, el percentatge baixa fins al 12%, per la qual cosa Praga descendeix diversos llocs en la classificació, però se situa encara per davant de la majoria de les ciutats europees. El 39% de la població de menys de 4 anys assisteix a algun centre preescolar.
Els museus ofereixen riques col·leccions. Hi destaca el Museu Nacional i el Museu Jueu. Tradicionalment, Praga ha estat un dels centres culturals més importants d'Europa Central. Després de la caiguda del comunisme, va recuperar la tradició i s'hi organitzen centenars d'esdeveniments com festivals de cinema, música o literatura. Durant tot l'any hi ha una oferta ample de teatre i d'òpera. El Teatre Negre, el Teatre Nacional de Praga i el Teatre del ballet Nacional són alguns dels atractius culturals més famosos.

## Cultura

### Museus
El Museu Nacional (en txec: Národní muzeum) ocupa un edifici neorenaixentista situat al capdamunt de la plaça de Wenceslau, la principal de la ciutat. El seu vestíbul central serveix també de panteó dels grans txecs. Es va fundar el 1818 com a Museu patriòtic de Bohèmia (Vlastenecké muzeum v Čechách). El 1848 pren el nom de Museu Txec (České muzeum), i de 1854 a 1919 Museu Reial Txec (Muzeum Království českého). L'edifici és obra de Josef Schulz, l'arquitecte del Teatre Nacional de Praga, construït en la mateixa època (1885-1890). Aquest museu guarda la famosa maqueta en paper de Praga, confeccionada pel litògraf txec Antonin Langweil (1791-1837).

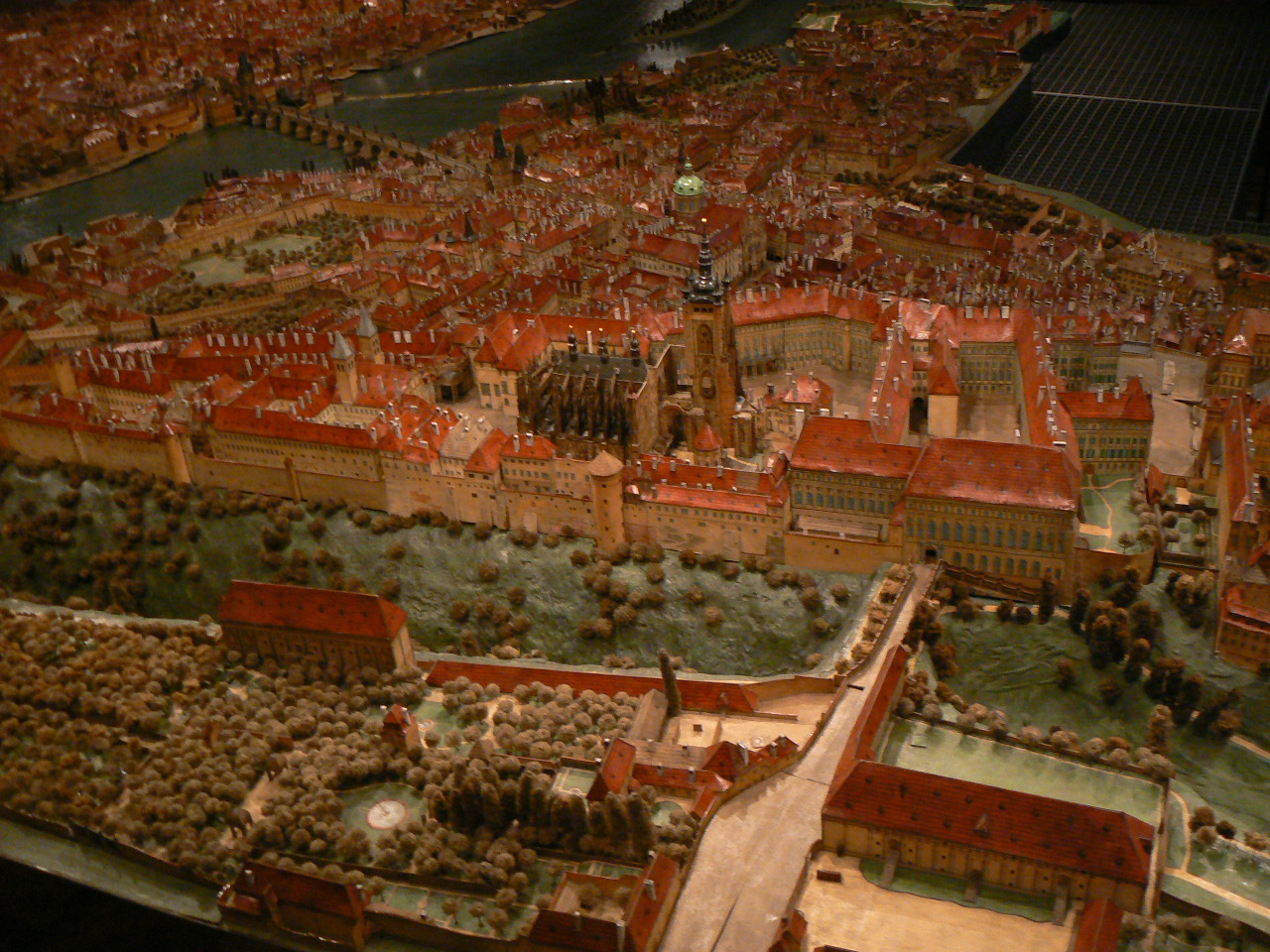
Vista núm. 2 de la maqueta de Praga

El Museu Jueu (en txec: Židovské muzeum) és en realitat un conjunt de diferents espais dins de l'antic gueto de Josefov. Va ser fundat el 1906 per Hugo Liebe i Augustin Stein per a la conservació de valuosos objectes de les sinagogues de Praga. Durant l'ocupació nazi, el museu va ser respectat, perquè Hitler el volia mantenir precisament com a testimoni d'una ètnia ja inexistent. Tant sota el domini alemany com amb el règim comunista, el museu va tenir una existència discreta sense gaire activitats ni desenvolupament. Des de 1994 va recuperar l'estatus original i es desenvolupar com un museu modern. Conté una de les col·leccions d'art jueu més grans del món, que comprèn unes 40.000 peces i cent mil llibres. El museu inclou les sinagogues Maisel, Espanyola, Pinkas, Klaus, l'antic cementiri jueu, la sala de Cerimònies de la Societat Funerària i el cementiri jueu de Žižkov.
Altres museus de menor rellevància són:
- Museu Alfons Mucha, que recull més de 100 obres o objectes relacionats amb autor txec.
- Museu Franz Kafka, que acull les primeres edicions dels seus llibres, així com correspondència personal i audiovisuals sobre l'escriptor.
- Museu del Joguet, que es troba al castell de Praga.

### Música
Praga té una llarga història musical. La que fou una de les capitals culturals d'Europa en els segles xviii i xix conserva la tradició musical.

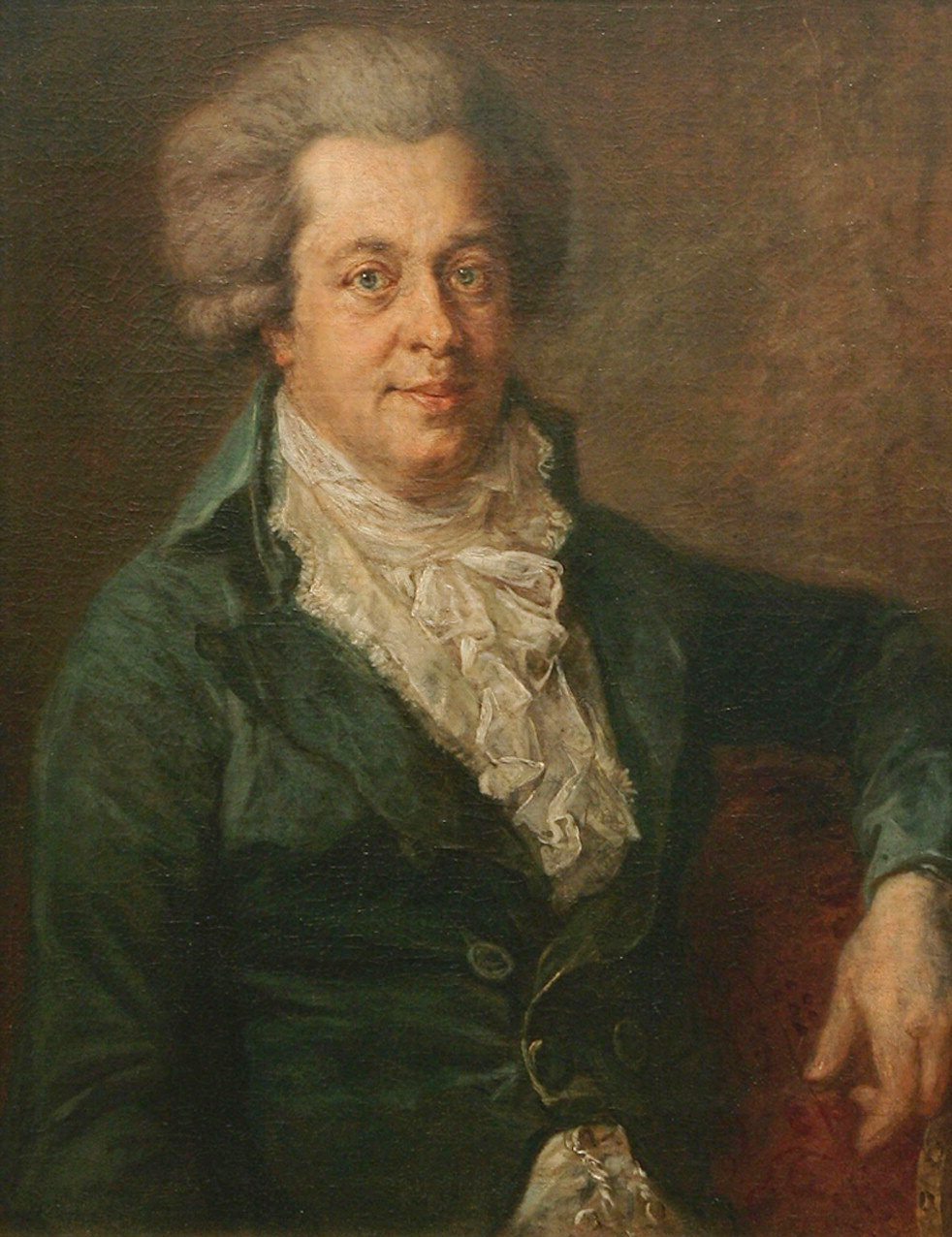
Mozart

A la ciutat s'organitzen, durant tot l'any, concerts de música clàssica. Els entorns són variats, des d'esglésies a auditoris com la sala Smetana, seu de l'Orquestra Simfònica de Praga, situada en un edifici modernista, el Palau de la Cultura i la sala Dvořák (al Rudolfinum, plaça Jan Palach), seu de l'Orquestra Filharmònica Txeca, ubicada en un edifici neoclàssic on se celebra la inauguració i cloenda, sobretot, del famós Festival Internacional de la Primavera de Praga, entre el 12 de maig i els primers dies de juny. Es fan regularment concerts a la Galeria Nacional del castell de Praga, als jardins, a prop del castell i al Museu Nacional, a la plaça de Wenceslau. Els concerts a la Vil·la Bertramka a Mozartova, 169, Smíchov, solen tenir Mozart i els seus contemporanis com a protagonistes.
Les esglésies antigues són un entorn on es pot gaudir del Festival de Música d'Orgue que té lloc a l'agost. Els millors programes són els que s'ofereixen a la catedral de Sant Vit, a Hradcany; U Krízovníku, prop del pont de Carles, l'església de Sant Nicolau de la Mala Stupartska a la ciutat antiga, on les notes de l'orgue flueixen enmig de belles estàtues barroques.
Resulta curiós el Festival de Música Jueva que es fa als mesos d'octubre i novembre al call jueu.
La tradició musical txeca s'inicia el segle ix amb cançons d'origen religiós. Durant l'edat mitjana es componen diverses cançons que han perdurat en el cançoner txec, però és difícil concretar d'on van sorgir. Al segle xv, el reformista Jan Hus impulsa de manera notable la cançó religiosa a la capella de Betlem de Praga, i segons els textos contemporanis és compositor de diverses peces de l'època.

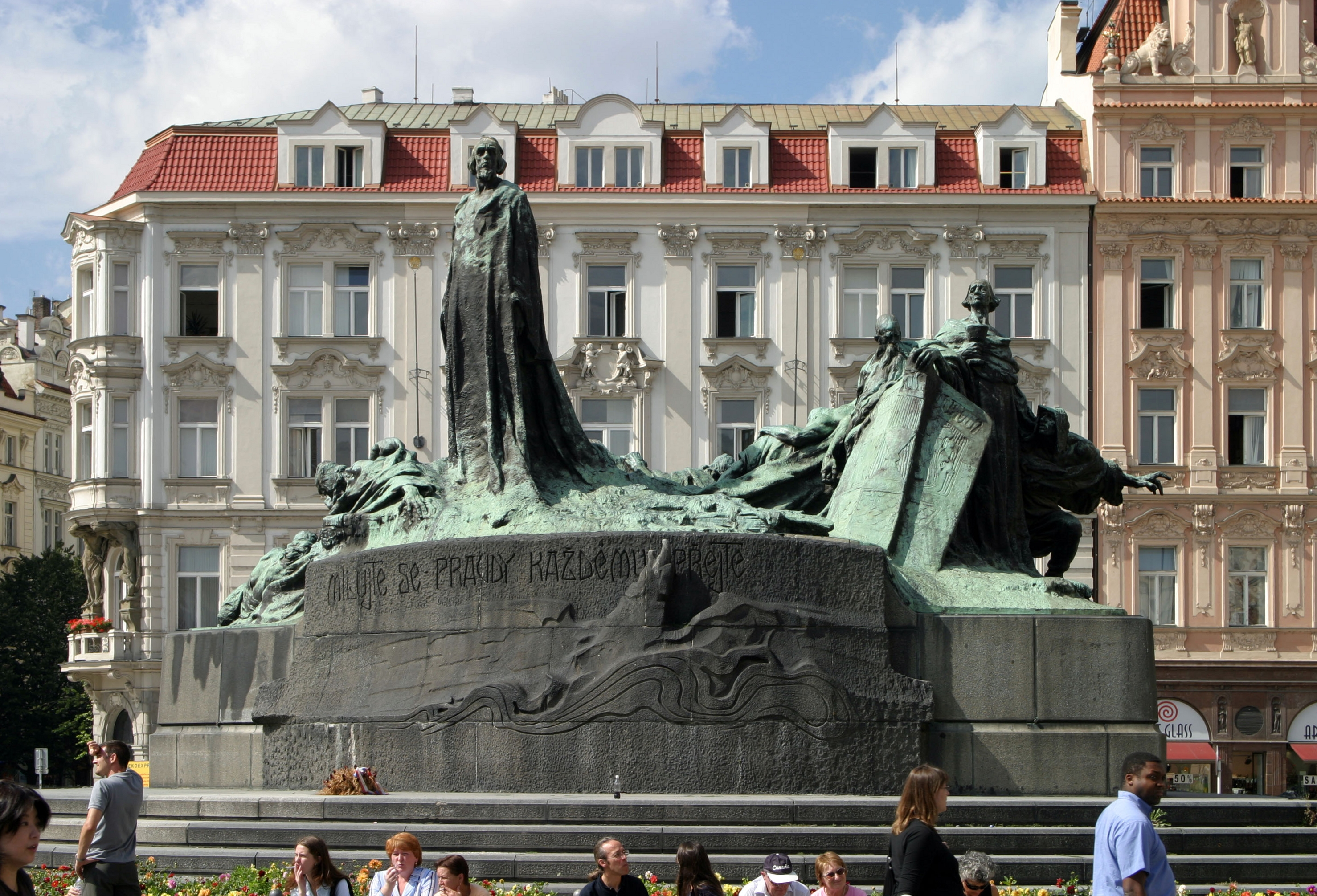
Monument a Jan Hus, on fou cremat a Praga

Al segle xvi s'instal·la el famós orgue de la catedral de Sant Vit. L'emperador Ferran I funda en aquesta època l'orquestra de la cort, que els seus successors ampliarien més endavant. D'aquesta orquestra, formada per músics de diverses nacionalitats, entre ells els músics i compositors italians Gregorio Turini i el seu fill Francesco, ja nascut a Praga, en sorgeixen diverses cançons populars txeques.
Al segle xvii, l'orquestra de la cort va ser duta a Viena, encara que actuaven a Praga en ocasions especials. L'òpera es va estrenar a Bohèmia l'any 1627 durant la coronació de Ferran II. Durant aquest segle, es van començar a representar òperes al país, però cap companyia s'hi va establir de manera permanent.
Amb la coronació el 1723 de Carles VI, s'estrena a Praga Constanza i Fortezza per Joseph Fux, que impressiona el comte Spork, que decideix que es representi òpera de manera permanent en el seu teatre, sota les ordres d'Antonio Denzio. Al segle xviii, en paral·lel, es produeix un auge de la música popular txeca, que arriba a influenciar la música europea. En aquesta època, Mozart va viure durant algun temps a Praga i va compondre Don Giovanni. La casa que va ocupar al sud de Malá Strana, al barri Smíchov, avui és un museu anomenat Casa de Mozart. L'òpera es va estrenar al Teatre Estatal de Praga.
El segle xix, amb l'auge de Praga, coincideix la millor època musical de la ciutat. En aquesta època, viuen a Praga els compositors txecs més cèlebres, Antonín Dvořák i Bedřich Smetana i el no tan conegut, però també compositor d'òperes, Karel Šebor. Dvořák i Smetana són els autors de les obres més conegudes txeques, com l'òpera La núvia venuda.
Hereus de Dvořák i Smetana són altres compositors del segle xx, com ara Karel Weis, Rudolf Vohanka o Josef Suk, que va arribar a participar en les Olimpíades de Los Angeles el 1932, o Leoš Janáček. Després de la Primera Guerra Mundial va sorgir el moviment antiromàntic, del qual cal destacar el prolífic compositor Bohuslav Martinů, que va desenvolupar la major part de la seva carrera fora del país.
La soprano Ernestina Schumann-Heink (1861-1936) és filla il·lustre de la ciutat.

### Arquitectura
La rica història hi ha deixat molts immobles notables de diversos estils arquitectònics. Els barris de Staré Město, Malá Strana i Hradčany reuneixen palaus de gran valor arquitectural. Ja en el segle x Praga era un important centre comercial. En aquella època era la seu d'un bisbat, dos convents de grans dimensions i una comunitat jueva que vivia en cases de pedra.
Al segle xiii, comença a utilitzar la pedra per a les grans construccions sota la influència del rei Carles IV; principalment l'estil gòtic que la va convertir en una bella ciutat i en centre politic i cultural d'Europa. D'aquesta època són l'edifici de l'arquebisbat i la catedral de Sant Vit. Amb els Habsburg, arriba el Renaixement, amb construccions tan originals com el Palauet de l'Estrella i tan bonics com el Palau de la Família Schwarzenberg o la casa del Minut. Després de la Guerra dels Trenta Anys, va arribar un període de decadència. Després va revifar i es va adoptar el barroc de moda, amb mostres tan interessants com la Residència d'Estiu de la família Sternberken Troja o el Palau Clam-Gallas.
Al segle xviii, s'imposa el classicisme francès i, en la segona meitat del segle xix, es passa a un estil personal txec promogut pels components de la coneguda com generació del Teatre Nacional, com es pot observar a la casa dels Artistes i al Teatre Nacional. Aquest estil propi es desenvolupa intensament amb la Fira commemorativa del país el 1891, que dona com a fruits el Pavelló en ferro colat que va fer construir el príncep Hanavsky, el Palau Industrial d'Holesovice i el Mirador de la Colina.
Ja en el segle xx, es passa al modernisme: les principals mostres en són la Casa de la Vila, l'Hotel Europa, el Palau d'Exposicions i la Casa de Ginger i Fred.

### Literatura

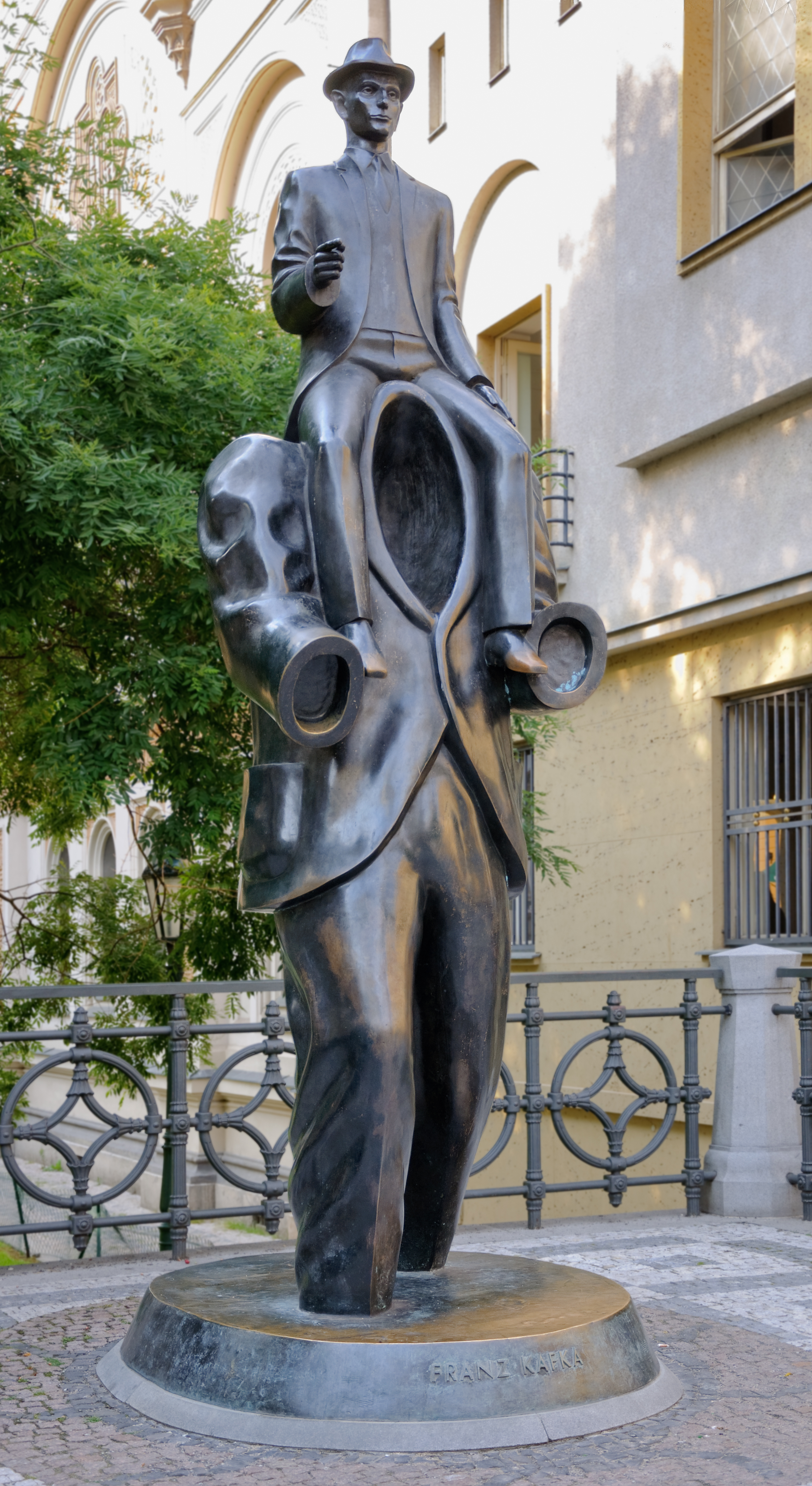
Monument a Franz Kafka a Praga

Praga és bressol de diversos escriptors de prestigi. Entre ells, destaquen Jan Neruda, Franz Kafka i Milan Kundera.
Neruda va ser un poeta, contista, dramaturg i novel·lista txec, un dels principals representants del realisme txec i membre de l'anomenada Escola de Maig. La seva obra més reconeguda és Contes de Malá Strana (1877), un llibre de relats sobre la petita burgesia praguesa d'aquell, llavors, tranquil barri. El seu cognom va inspirar el pseudònim de Pablo Neruda a Ricardo Neftalí Reyes Basoalto, que es va prendre la llibertat de canviar-ne l'accentuació a greu. El carrer on va néixer porta el seu nom avui dia.
Kafka és un dels escriptors més importants del segle xx en llengua alemanya. La seva obra és una de les més influents de la literatura universal en l'últim segle, tot i no ser gaire extensa: va escriure tres novel·les (El procés, El castell i Amèrica), una novel·la curta, La metamorfosi, i un cert nombre de paràboles i relats breus. A més, va deixar una abundant correspondència i escrits autobiogràfics, la major part publicats de manera pòstuma pel seu amic i confident, Max Brod. La seva obra és expressiva, com cap altra, de les ansietats i l'alienació de l'individu del segle xx. El museu que porta el seu nom conté les primeres edicions dels seus llibres, així com correspondència personal i audiovisuals sobre l'escriptor.
Milan Kundera és un novel·lista que no va néixer a Praga però va estudiar a la Universitat Carolina i va donar classes d'història del cinema a l'Acadèmia de Música i Art Dramàtic des de 1959 fins a 1969, i posteriorment a l'Institut d'Estudis Cinematogràfics de Praga. És un novel·lista, l'obra més coneguda del qual és La insuportable lleugeresa de l'ésser, per la qual ha estat guardonat en diverses ocasions.

### Cinema
Praga és un lloc excel·lent per a gaudir amb el cinema d'animació. Són especialment bells els espectacles poètics i còmics de Karel Zeman, que va aconseguir animar personatges de vidre i gravats en fusta, i les obres de Jirí Trnka, el mestre del gènere, que va crear les cinema-òperes i els cinema-ballets.
A banda d'aquest especial cinema d'animació, a Praga existeixen nombroses sales on es poden veure pel·lícules, sobretot americanes i europees en el seu propi idioma i subtitulades en txec. Les llistes de pel·lícules i les adreces dels cinemes es poden consultar als diaris Prognosis i The Prague Post.

### Esport

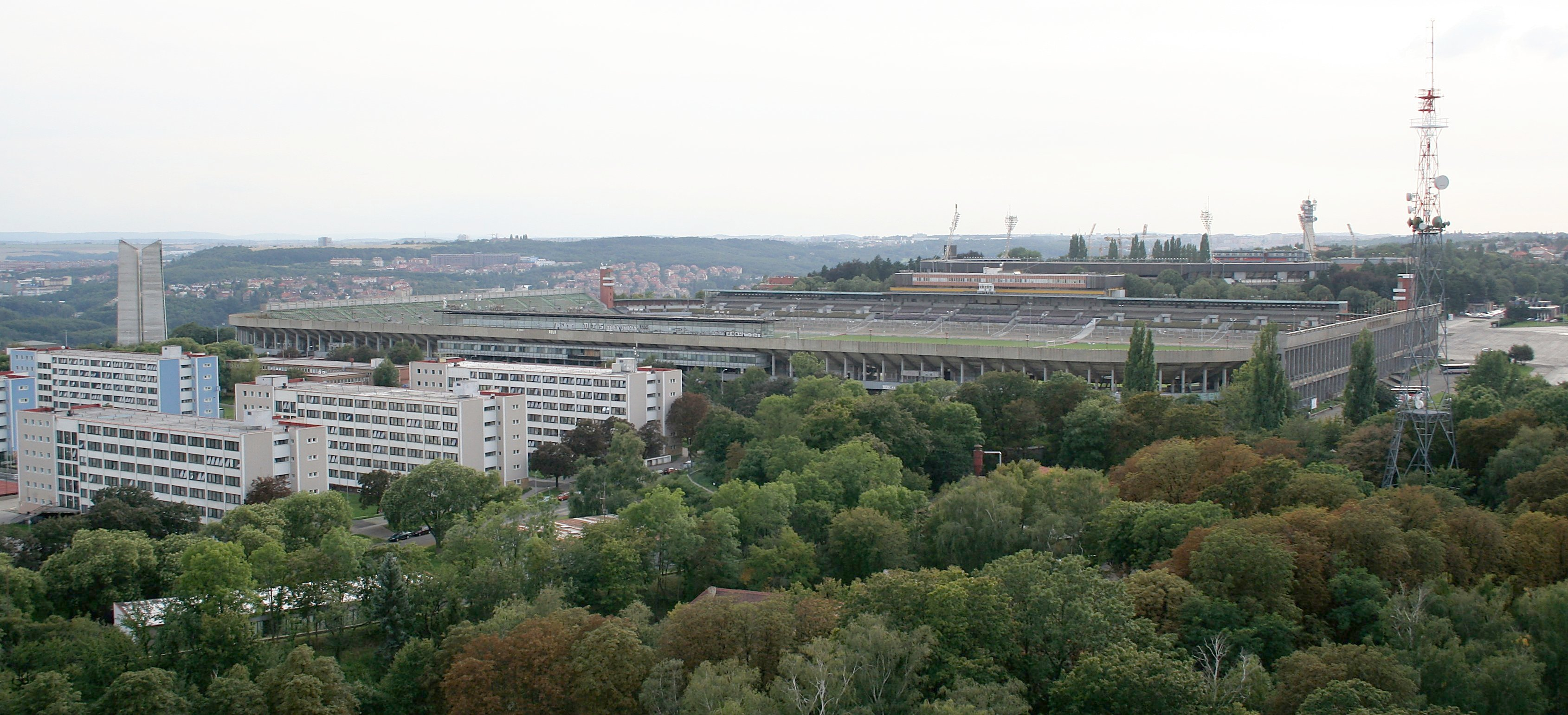
Estadi Strahov

L'Estadi Strahov, el segon estadi més gran del món, té un aforament de 220.000 espectadors. Praga té unes bones instal·lacions esportives i ha estat candidata a acollir els Jocs Olímpics de 1924 i de 2016; per a aquests últims, va quedar descartada a la preselecció que va realitzar el COI el 4 de juny de 2008. A l'abril de 2008, ha manifestat la seva intenció de retardar la seva candidatura.
Entre les seves instal·lacions esportives, també destaca l'Estadi Sazka Arena, construït el 2004 per al Campionat del Món Masculí d'Hoquei sobre Gel de 2004.
Praga també és l'escenari de la Marató Internacional de Praga, creada el 1995 i que s'ha convertit en una de les més prestigioses del món, i se celebra al maig, amb representants de més de 50 nacions.
També ha acollit la Copa Mundial de Skateboarding i diverses competicions internacionals d'hoquei pista, esport en el qual la República Txeca és una potència, com el Campionat del Món d'Hoquei pista el 1998 i 2008 i el Campionat d'Europa d'Hoquei pista el 2003.
Els principals equips de futbol de la capital txeca són l'Sparta de Praga i el SK Slavia Praha, que solen dominar la lliga txeca de futbol. L'Sparta de Praga ha guanyat 10 de les 15 lligues disputades des de la fundació de la República Txeca.

## Turisme
Praga és considerada una de les ciutats més belles del món. D'acord amb un estudi més recent, va ser la vintena ciutat mundial a rebre turistes l'any 2006. La major part dels seus atractius turístics es concentren en els barris que componen el nucli històric, és a dir: Hradčany, Malá Strana, Staré Město i Nové Město.

### Hradčany

Catedral de Sant Vit

El districte del castell és el més antic de Praga. Els seus principals atractius turístics són:
- El castell de Praga, fundat al segle ix. No és pròpiament un castell encara que se'n digui, sinó un recinte de 570 metres de llarg i 130 d'amplada mitjana, considerat la major fortalesa d'origen medieval del món. Conté diversos edificis que avui són centres d'interès turístic, alhora que continuen complint la funció mil·lenària de ser la seu del cap de l'estat, la qual modernament data de 1918, quan s'hi instal·la la presidència de la república. Ha experimentat reformes contínues, però l'aspecte actual el van determinar primer la intervenció de l'emperadriu Maria Teresa, al segle xviii, que va deixar una façana uniforme, neoclassitzant. En segon lloc, les intervencions de l'arquitecte Jože Plečnik entre 1920-1934, a qui es deuen sobretot detalls de comunicació i accessibilitat entre els espais del recinte i els parcs i els jardins de tot l'entorn.
- La catedral de Sant Vit és un temple dedicat al culte catòlic i un exemple d'art gòtic tardà. Construïda sobre temples anteriors, en el seu dia només es va acabar l'absis i el transsepte. La nau i la façana van ser construïdes modernament, els treballs no es van acabar fins al 1929. Dedicada a sant Vit, sant Venceslau i sant Adalbert, ha estat l'escenari de la coronació de tots els reis de Bohèmia i hi ha enterrats bisbes i arquebisbes i un bon nombre de reis. La catedral, encara que catòlica, és de propietat estatal des de l'inici al segle xiv.
- El carreró de l'Or (Zlatá ulička) està format per una sèrie de casetes pintoresques sorgides a l'abric d'un tram de muralla. Diu la llegenda que hi van treballar els alquimistes, però senzillament van ser modestos habitatges de personal de servei. Una de les casetes la va llogar Franz Kafka per poder escriure.
- La torre de la Pólvora (Mihulka), de 1494, és l'element fonamental de les fortificacions renaixentistes construïdes per Benedikt Rejt. En temps de Rodolf II va servir com un taller d'alquímia, avui és un museu militar. També hi ha la capella de la Santa Creu, del segle xviii; la casa del Prebost, del segle xvii; l'antic Palau Reial, del segle xii, des d'on es va produir la defenestració de Praga que va marcar l'inici simbòlic de la Guerra dels Trenta Anys; la basílica romànica de Sant Jordi, erigida sobre una antiga església de l'any 920, el temple de Sant Jordi, del segle xviii; les antigues cavallerisses, que avui allotgen exposicions temporals d'art; la torre Dalibor, anomenada per un noble que hi va ser empresonat a finals del segle xv, el destí del qual va donar origen a diverses llegendes que van inspirar l'òpera Dalibor, de Bedřich Smetana; el Palau Lobkowicz, del segle xvii, avui un museu històric; la casa del Burgrave, que allotja un museu de la joguina; la torre Negra, la porta oriental del recinte, que avui de negra no té res, però li va quedar el nom després de passar prou anys coberta per la pols de carbó d'un incendi.

Altres atractius turístics del districte del castell són els jardins del Castell, el Palau Salm, el Palau Schwarzenberg, el Palau de l'Arquebisbe, el Palau Sternberg, el Palau Toscano, el Palau Černín, el Santuari del Loreto i l'església de Sant Joan Nepomucè.

### Malá Strana

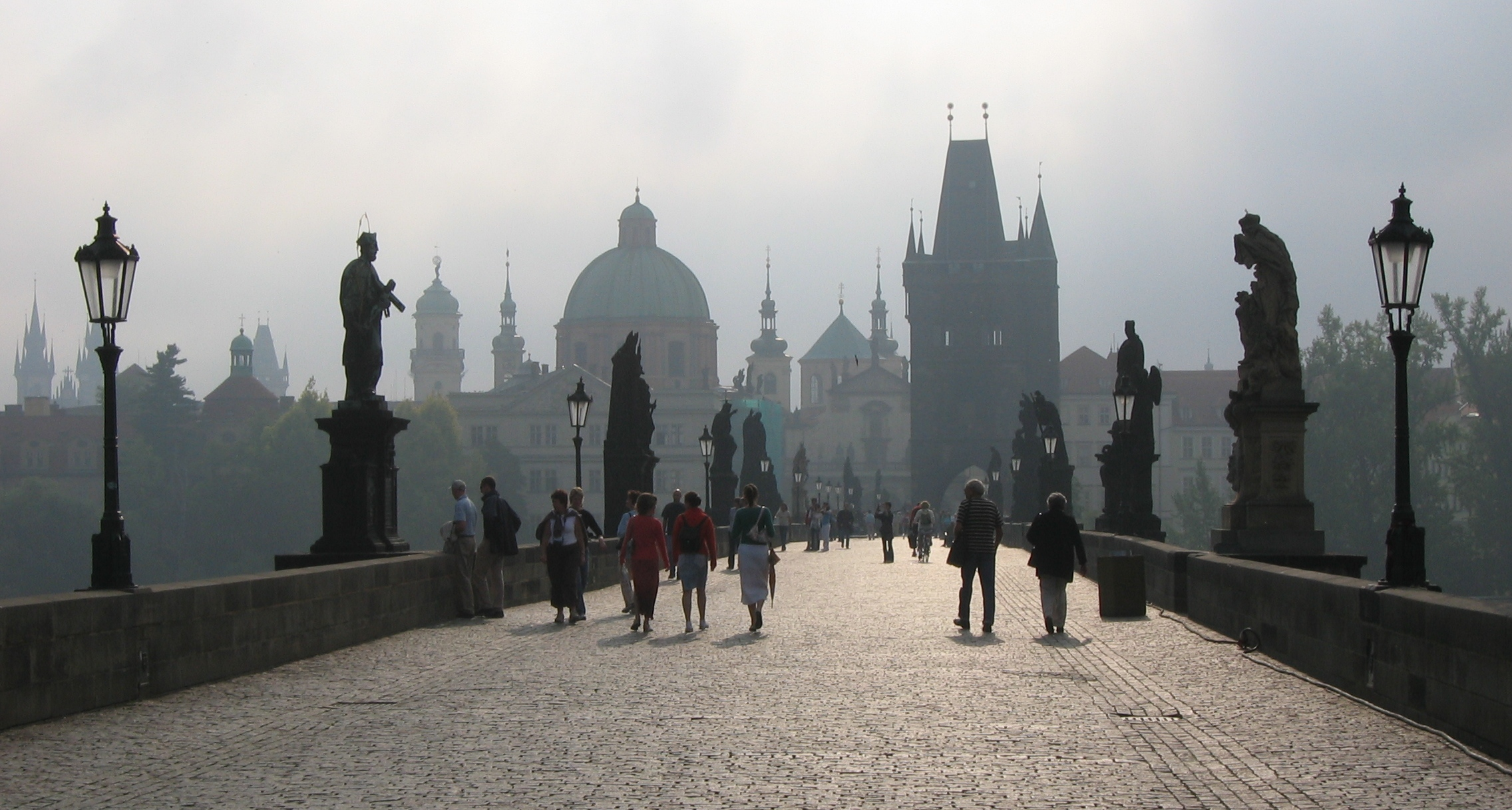
Pont de Carles

El pont de Carles deu el seu nom al rei Carles IV, que el va fer construir el 1357. Té 30 estàtues i 16 arcs, i ha esdevingut un dels principals atractius turístics de la capital txeca. El barri de Malá Strana, que es pot traduir per 'el Costat Petit' o 'barri Petit', és a tocar del barri del castell i està ple d'esplendorosos palaus, esglésies i places, que van florir a l'empara de la noblesa de l'imperi. Els principals monuments són:
- El pont de Carles: és el pont més vell de Praga, i travessa el riu Moldava de la ciutat vella a la ciutat Petita. Es va construir a partir del 1357 amb el vistiplau del rei Carles IV, i va ser acabat a principis del segle xv. Té una longitud de 516 metres, i una amplada de gairebé 10 metres, al mateix temps que es troba recolzat en 16 arcs. Està protegit per 3 torres distribuïdes entre les seues dues capçaleres, dues a Malá Strana i l'altra a l'extrem situat a la ciutat vella. La torre localitzada a la capçalera de la ciutat vella és considerada per molts com una de les construccions més impressionants de l'arquitectura gòtica en el món. El pont està decorat per 30 estàtues situades a banda i banda, la majoria d'estil barroc, i van ser construïdes al voltant del 1700. Artistes i comerciants tracten de fer diners a expenses de l'important flux de turistes que cada dia visiten el lloc.
- El monestir de Strahov: fundat al segle xii. Es va incendiar i posteriorment es va reconstruir en estil barroc. Es troba al turó a l'oest del castell. Inclou les esglésies de l'Assumpció de la Verge i de Sant Roc i les biblioteques Filosòfica i Teològica, amb llibres d'incalculable valor històric.
- L'església de Sant Nicolau: finalitzada el 1710, d'estructura curvilínia, i interior ricament decorat. Està situada a la plaça de Malá Strana i Mozart hi va tocar l'orgue quan s'estava a Praga.

També tenen molt d'interès turístic el carrer Nerudova -en què es troben el Palau Bretfeld, el Palau Thun-Hohenstein i el Palau Morzine-, el Palau de Lichtenstein, l'Ajuntament del Districte, el Palau Smirickych, el Palau Schönborn, el Palau Lobkowicz, el Palau Vrtba, l'església de Nostra Senyora de la Victòria, l'església de Nostra Senyora de la Cadena, l'església de Sant Josep, el Palau Wallenstein o la torre Petrin.

### Staré Město

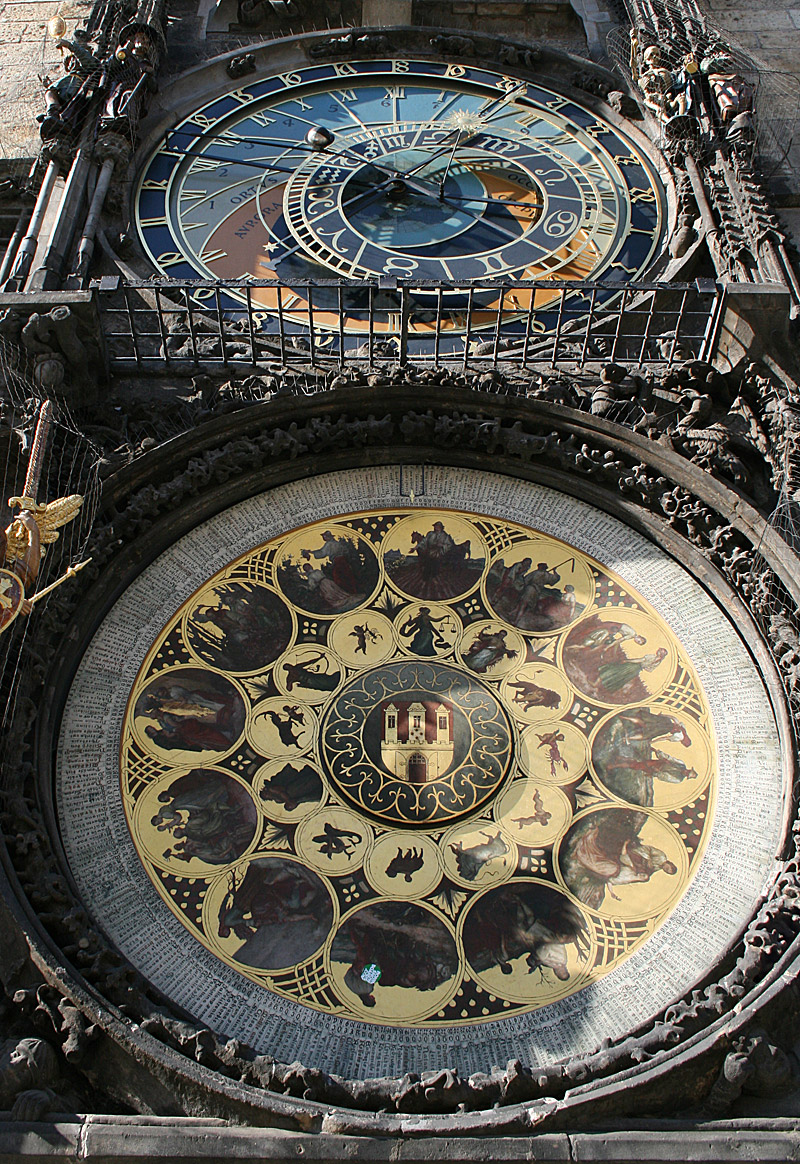
Rellotge astronòmic

Eix històric d'origen medieval, reuneix alguns dels edificis més antics de la ciutat, que s'erigeixen al voltant de la plaça de l'Ajuntament.
- L'església de Tyn: situada a prop de la plaça de la ciutat vella, va començar a construir-se al segle xiv, però no va ser acabada fins al segle xvi. Malgrat les moltes reformes que ha experimentat, el seu estil principal és el gòtic. El seu element més característic són la parella de torres bessones que s'alcen per sobre de les teulades de la plaça de la ciutat vella. Al seu interior es guarda una pila baptismal de peltre de 1414, la més antiga de la ciutat, una crucifixió de principis del segle xv, l'altar major barroc, de 1649, i la tomba de l'astrònom Tycho Brahe, que va formular una teoria intermèdia entre els sistemes copernicà i ptolemaic per apaivagar l'Església i avançar al mateix temps en l'astronomia.
- L'Ajuntament Vell: complex d'edificis desordenat. El seu element més famós és el rellotge astronòmic (Orloj), de 1410, el més antic del seu tipus a Europa. Cada vegada que dona l'hora, surten unes figures que representen els dotze apòstols i altres personatges. Un dels edificis renaixentistes té una finestra daurada amb l'antic escut de la ciutat. Ja no té funcions administratives i se'n pot visitar l'interior.
- La sinagoga Vella-Nova: és una de les sinagogues més antigues d'Europa. Va ser fundada a prop del 1270 i és un dels primers edificis d'estil gòtic de la ciutat. Ha sobreviscut als incendis, a la demolició del gueto en el segle xix i a molts pogroms. Està situada a Josefov, el barri jueu de Praga. Hi ha només una sinagoga del mateix tipus, la sinagoga Vella de Cracòvia a Polònia.

Altres atractius turístics són les restes del Karolinum, el Klementinum, el Rodolfinum, l'església de Sant Nicolau, el cementiri Jueu i el convent de Santa Agnès.

### Nové Město

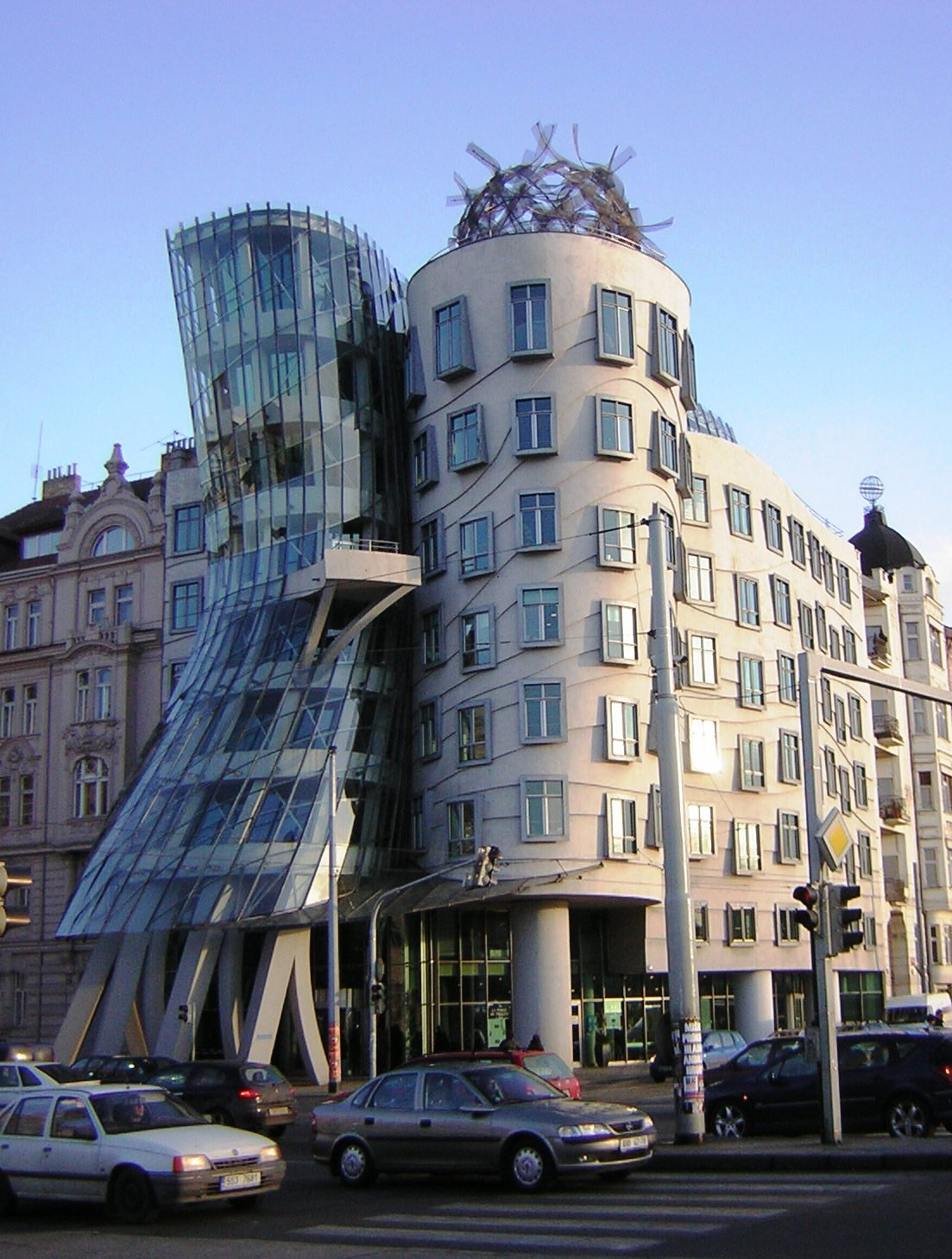
La casa Dansant commemora els ballarins Fred Astaire i Ginger Rogers. És el principal edifici contemporani des d'un punt de vista arquitectònic

La ciutat nova és una extensió de la ciutat vella, que data del segle xiv. Els seus principals atractius són:
- La casa Dansant: és un famós edifici desconstructivista situat a Praga. Va ser dissenyat pel gabinet d'arquitectes de Frank Gehry i Vlado Milunic el 1997. Per la seva semblança amb una parella de ballarins, és també coneguda com a Ginger i Fred. Malgrat el seu estilisme desconstructivista, s'integra perfectament amb la resta de les edificacions antigues de la zona.
- La plaça de Venceslau: centre comercial de la ciutat, coronat per l'estàtua de sant Venceslau, patró de Bohèmia. En un extrem se situa el Museu Nacional. A banda d'estar envoltat d'edificis representatius, és escenari de les principals manifestacions polítiques de la ciutat. Ha estat escenari de la Primavera de Praga i l'inici de la Revolució de Vellut.

Altres atractius del districte són la porta de la Pólvora, el carrer Na Prikope, la casa Municipal, el Teatre Nacional o la plaça de Carles.

## Praguesos il·lustres
- Bernard Bolzano (1781 - 1848), matemàtic.
- Franz Kafka (1883 - 1924), escriptor.
- Rainer Maria Rilke (1875 - 1926), poeta.
- Bertha von Suttner (1843 - 1914), escriptora i Premi Nobel de la Pau.
- Betty Fibichová (1846-1901), contralt.
- Carl Ferdinand Cori (1896-1984) bioquímic, Premi Nobel de Medicina o Fisiologia de 1947.
- Gerty Theresa Radnitz (Gerty Cori),(1893-1957) bioquímica, Premi Nobel de Medicina o Fisiologia de 1947.
- Jaroslav Heyrovský (1890-1967) químic, Premi Nobel de Química de 1959.
- Jaroslav Seifert (1901-1986) poeta i periodista, Premi Nobel de Literatura de l'any 1984.
- Ivan Klíma (1931 -), escriptor.
- Václav Havel (1936-2011), escriptor i polític. 1r president de la República Txeca (1993-2003), Premi Internacional Catalunya 1995.
- Lea De Mae (1976 - 2004), actriu porno.
- Antonín Panenka (1949), futbolista.
- Emanuel Czuber (1851-1925), matemàtic i pare de Bertha Czuber, esposa de l'arxiduc Francesc Carles d'Àustria (1868-1915).
- Ludwig Berwald (1883-1942), matemàtic
- Wilhelm Winkler (1884-1984), estadístic
- Vojtěch Jarník (1897-1970), matemàtic